# Bahnstrecke Stratford–Okahukura
| Bahnübergang in Whangamōmona |                   |                                                  |                                                  |
| Streckenlänge: | 143 km            |                                                  |                                                  |
| Spurweite: | 1067 mm (Kapspur) |                                                  |                                                  |
| Maximale Neigung: | 20 ‰              |                                                  |                                                  |
| |                   |                                                  |                                                  |
| \| \| \| Bahnstrecke Marton–New Plymouth von New Plymouth \| \| \| \| 0,00 \| Stratford \| Stratford \| \| \| \| Bahnstrecke Marton–New Plymouth nach Marton \| \| \| \| 5,55 \| Skinner Road \| Skinner Road \| \| \| 10,12 \| Toko \| Toko \| \| \| 13,60 \| Gordon Road \| Gordon Road \| \| \| 17,85 \| Douglas (Oruru) \| Douglas (Oruru) \| \| \| 25,43 \| Huiroa \| Huiroa \| \| \| 31,50 \| Kiore \| Kiore \| \| \| \| Tunnel 1 (222 m) \| \| \| \| \| Te Wera Quarry \| \| \| \| 36,61 \| Te Wera \| Te Wera \| \| \| 42,68 \| Ngatimaru \| Ngatimaru \| \| \| \| Tunnel 2 (261) \| \| \| \| 50,74 \| Pohukura \| Pohukura \| \| \| \| Tunnel 3 (615) \| \| \| \| 60,42 \| Whangamōmona \| Whangamōmona \| \| \| 67,90 \| Kohuratari \| Kohuratari \| \| \| \| Tunnel 4 (488 m) \| \| \| \| \| Tunnel 5 (272 m) \| \| \| \| 75,94 \| Tahora \| Tahora \| \| \| \| Tunnel 6 (125 m) \| \| \| \| \| Tunnel 7 (188 m) \| \| \| \| 81,38 \| Tangarakau \| Tangarakau \| \| \| \| Tunnel 8 (604 m) \| \| \| \| \| Tunnel 9 (1095 m) \| \| \| \| \| Tunnel 10 (1293 m) \| \| \| \| \| Tunnel 11 (1056 m) \| \| \| \| \| Tunnel 12 (164 m) \| \| \| \| \| Tunnel 13 (140 m) \| \| \| \| 94,94 \| Heao \| Heao \| \| \| \| Tunnel 14 (552 m) \| \| \| \| 99,89 \| Tokirima \| Tokirima \| \| \| \| Tunnel 15 (666 m) \| \| \| \| \| Tunnel 16 (57 m) \| \| \| \| \| Tunnel 17 (426 m) \| \| \| \| 108,08 \| Mangaparo \| Mangaparo \| \| \| \| Tunnel 18 (155 m) \| \| \| \| \| Tunnel 19 (156 m) \| \| \| \| 112,78 \| Ohura \| Ohura \| \| \| 114,87 \| Waitewhena \| Waitewhena \| \| \| 117,94 \| Toi Toi \| Toi Toi \| \| \| 122,10 \| Niho Niho \| Niho Niho \| \| \| 127,04 \| Matiere \| Matiere \| \| \| \| Tunnel 20 (154 m) \| \| \| \| \| Tunnel 21 (155 m) \| \| \| \| \| Tunnel 22 (80 m) \| \| \| \| 133,84 \| Tuhua \| Tuhua \| \| \| \| Tunnel 23 (96 m) \| \| \| \| \| Tunnel 24 (Okahukura-Tunnel, 1525 m) \| \| \| \| \| Ongarue, doppelstöckige Straßen/Eisenbahn-Brücke \| \| \| \| \| North Island Main Trunk Line von Auckland \| \| \| \| 143,39 \| Okahukura \| Okahukura \| \| \| \| North Island Main Trunk Line nach Wellington \| \| \| \| \| \| \| \| Quellen: [1] \| \| \| \| |                   |                                                  |                                                  |
| Strecke |                   | Bahnstrecke Marton–New Plymouth von New Plymouth | Bahnstrecke Marton–New Plymouth von New Plymouth |
| Bahnhof | 0,00              | Stratford                                        | Stratford                                        |
| Abzweig ehemals geradeaus und nach rechts |                   | Bahnstrecke Marton–New Plymouth nach Marton      | Bahnstrecke Marton–New Plymouth nach Marton      |
| Haltepunkt / Haltestelle (Strecke außer Betrieb) | 5,55              | Skinner Road                                     | Skinner Road                                     |
| Haltepunkt / Haltestelle (Strecke außer Betrieb) | 10,12             | Toko                                             | Toko                                             |
| Haltepunkt / Haltestelle (Strecke außer Betrieb) | 13,60             | Gordon Road                                      | Gordon Road                                      |
| Haltepunkt / Haltestelle (Strecke außer Betrieb) | 17,85             | Douglas (Oruru)                                  | Douglas (Oruru)                                  |
| Haltepunkt / Haltestelle (Strecke außer Betrieb) | 25,43             | Huiroa                                           | Huiroa                                           |
| Haltepunkt / Haltestelle (Strecke außer Betrieb) | 31,50             | Kiore                                            | Kiore                                            |
| Tunnel (Strecke außer Betrieb) |                   | Tunnel 1 (222 m)                                 | Tunnel 1 (222 m)                                 |
| Dienststation / Betriebs- oder Güterbahnhof (Strecke außer Betrieb) |                   | Te Wera Quarry                                   | Te Wera Quarry                                   |
| Bahnhof (Strecke außer Betrieb) | 36,61             | Te Wera                                          | Te Wera                                          |
| Haltepunkt / Haltestelle (Strecke außer Betrieb) | 42,68             | Ngatimaru                                        | Ngatimaru                                        |
| Tunnel (Strecke außer Betrieb) |                   | Tunnel 2 (261)                                   | Tunnel 2 (261)                                   |
| Haltepunkt / Haltestelle (Strecke außer Betrieb) | 50,74             | Pohukura                                         | Pohukura                                         |
| Tunnel (Strecke außer Betrieb) |                   | Tunnel 3 (615)                                   | Tunnel 3 (615)                                   |
| Bahnhof (Strecke außer Betrieb) | 60,42             | Whangamōmona                                     | Whangamōmona                                     |
| Haltepunkt / Haltestelle (Strecke außer Betrieb) | 67,90             | Kohuratari                                       | Kohuratari                                       |
| Tunnel (Strecke außer Betrieb) |                   | Tunnel 4 (488 m)                                 | Tunnel 4 (488 m)                                 |
| Tunnel (Strecke außer Betrieb) |                   | Tunnel 5 (272 m)                                 | Tunnel 5 (272 m)                                 |
| Haltepunkt / Haltestelle (Strecke außer Betrieb) | 75,94             | Tahora                                           | Tahora                                           |
| Tunnel (Strecke außer Betrieb) |                   | Tunnel 6 (125 m)                                 | Tunnel 6 (125 m)                                 |
| Tunnel (Strecke außer Betrieb) |                   | Tunnel 7 (188 m)                                 | Tunnel 7 (188 m)                                 |
| Bahnhof (Strecke außer Betrieb) | 81,38             | Tangarakau                                       | Tangarakau                                       |
| Tunnel (Strecke außer Betrieb) |                   | Tunnel 8 (604 m)                                 | Tunnel 8 (604 m)                                 |
| Tunnel (Strecke außer Betrieb) |                   | Tunnel 9 (1095 m)                                | Tunnel 9 (1095 m)                                |
| Tunnel (Strecke außer Betrieb) |                   | Tunnel 10 (1293 m)                               | Tunnel 10 (1293 m)                               |
| Tunnel (Strecke außer Betrieb) |                   | Tunnel 11 (1056 m)                               | Tunnel 11 (1056 m)                               |
| Tunnel (Strecke außer Betrieb) |                   | Tunnel 12 (164 m)                                | Tunnel 12 (164 m)                                |
| Tunnel (Strecke außer Betrieb) |                   | Tunnel 13 (140 m)                                | Tunnel 13 (140 m)                                |
| Haltepunkt / Haltestelle (Strecke außer Betrieb) | 94,94             | Heao                                             | Heao                                             |
| Tunnel (Strecke außer Betrieb) |                   | Tunnel 14 (552 m)                                | Tunnel 14 (552 m)                                |
| Haltepunkt / Haltestelle (Strecke außer Betrieb) | 99,89             | Tokirima                                         | Tokirima                                         |
| Tunnel (Strecke außer Betrieb) |                   | Tunnel 15 (666 m)                                | Tunnel 15 (666 m)                                |
| Tunnel (Strecke außer Betrieb) |                   | Tunnel 16 (57 m)                                 | Tunnel 16 (57 m)                                 |
| Tunnel (Strecke außer Betrieb) |                   | Tunnel 17 (426 m)                                | Tunnel 17 (426 m)                                |
| Haltepunkt / Haltestelle (Strecke außer Betrieb) | 108,08            | Mangaparo                                        | Mangaparo                                        |
| Tunnel (Strecke außer Betrieb) |                   | Tunnel 18 (155 m)                                | Tunnel 18 (155 m)                                |
| Tunnel (Strecke außer Betrieb) |                   | Tunnel 19 (156 m)                                | Tunnel 19 (156 m)                                |
| Bahnhof (Strecke außer Betrieb) | 112,78            | Ohura                                            | Ohura                                            |
| Haltepunkt / Haltestelle (Strecke außer Betrieb) | 114,87            | Waitewhena                                       | Waitewhena                                       |
| Haltepunkt / Haltestelle (Strecke außer Betrieb) | 117,94            | Toi Toi                                          | Toi Toi                                          |
| Haltepunkt / Haltestelle (Strecke außer Betrieb) | 122,10            | Niho Niho                                        | Niho Niho                                        |
| Haltepunkt / Haltestelle (Strecke außer Betrieb) | 127,04            | Matiere                                          | Matiere                                          |
| Tunnel (Strecke außer Betrieb) |                   | Tunnel 20 (154 m)                                | Tunnel 20 (154 m)                                |
| Tunnel (Strecke außer Betrieb) |                   | Tunnel 21 (155 m)                                | Tunnel 21 (155 m)                                |
| Tunnel (Strecke außer Betrieb) |                   | Tunnel 22 (80 m)                                 | Tunnel 22 (80 m)                                 |
| Haltepunkt / Haltestelle (Strecke außer Betrieb) | 133,84            | Tuhua                                            | Tuhua                                            |
| Tunnel (Strecke außer Betrieb) |                   | Tunnel 23 (96 m)                                 | Tunnel 23 (96 m)                                 |
| Tunnel (Strecke außer Betrieb) |                   | Tunnel 24 (Okahukura-Tunnel, 1525 m)             | Tunnel 24 (Okahukura-Tunnel, 1525 m)             |
| Brücke über Wasserlauf (Strecke außer Betrieb) |                   | Ongarue, doppelstöckige Straßen/Eisenbahn-Brücke | Ongarue, doppelstöckige Straßen/Eisenbahn-Brücke |
| Abzweig ehemals geradeaus und von links |                   | North Island Main Trunk Line von Auckland        | North Island Main Trunk Line von Auckland        |
| Dienststation / Betriebs- oder Güterbahnhof | 143,39            | Okahukura                                        | Okahukura                                        |
| Strecke |                   | North Island Main Trunk Line nach Wellington     | North Island Main Trunk Line nach Wellington     |
| |                   |                                                  |                                                  |
| Quellen: |                   |                                                  |                                                  |

Die Bahnstrecke Stratford–Okahukura (Stratford–Okahukura Line) ist eine eingleisige, nicht elektrifizierte, 143 km lange Bahnstrecke in der neuseeländischen Standard-Spurweite von 1067 mm (Kapspur). Die Strecke wird derzeit für den öffentlichen Verkehr nicht genutzt und ist für 30 Jahre an ein Tourismus-Unternehmen verpachtet.

## Geografische Lage

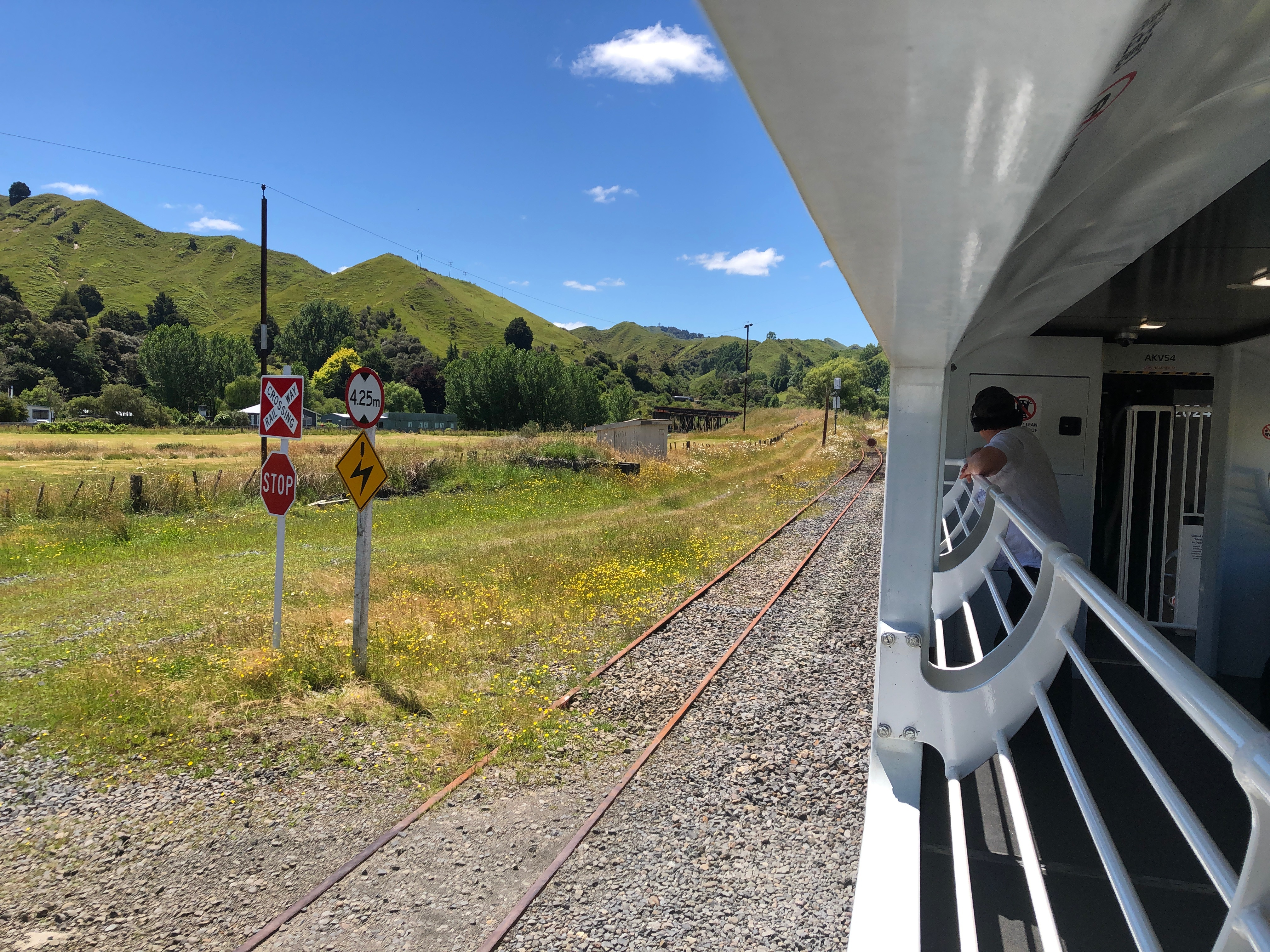
Durchfahrt durch Okahukura, im Hintergrund links: Abzweig der Strecke Stratford–Okahukura und doppelstöckige Straßen/Eisenbahn-Brücke über den Ongarue

Die Strecke verbindet auf der Nordinsel Neuseelands die North Island Main Trunk Line (Bahnstrecke Wellington–Auckland) mit der Bahnstrecke Marton–New Plymouth. Sie führt durch eine dünn besiedelte Region und eine gebirgige Landschaft, die eine aufwändige Trasse erforderlich machte: 24 Tunneln und 91 Brücken waren zu bauen und die maximale Steigung beträgt 20 ‰.
Die Strecke stellte eine Alternative da, wenn die Eisenbahnmagistrale der Nordinsel, die North Island Main Trunk Line zwischen Marton und Taumarunui gesperrt war, so etwa 1953 nach dem Eisenbahnunfall von Tangiwai.

## Geschichte
Die Bahnstrecke Marton–New Plymouth war 1885, die North Island Main Trunk Line 1908 durchgehend befahrbar. Die beiden Strecken gabelten sich in Marton, so dass Verkehr von Auckland nach New Plymouth einen großen Umweg fahren musste. Diesen Umweg sollte die Bahnstrecke Stratford–Okahukura als Querspange vermeiden. Ein erster Abschnitt von Stratford nach Whangamōmona wurde durch den Railways Authorization Act, 1900 genehmigt.

### Bau

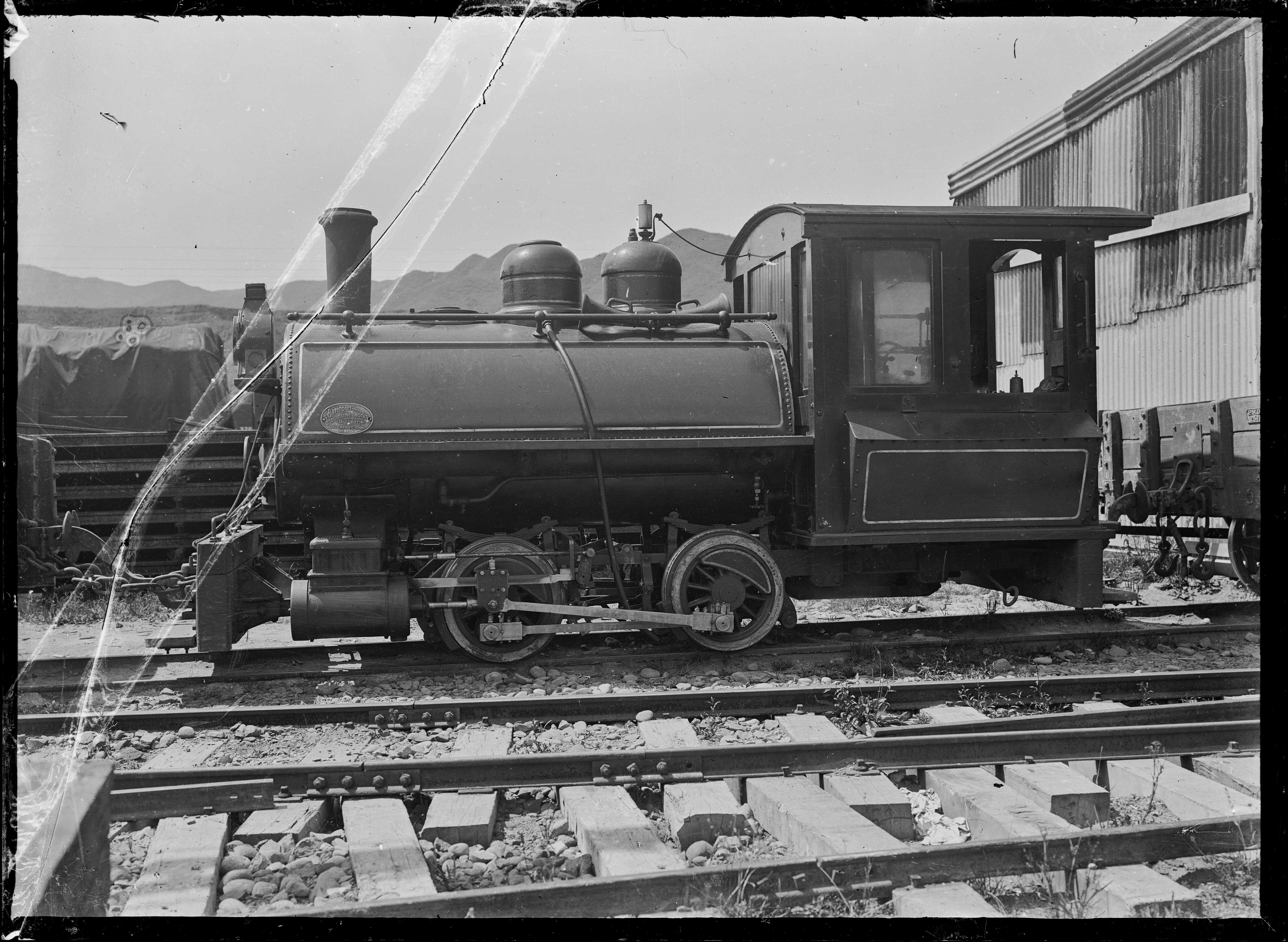
Lokomotive des Staatsbauamtes in Okahukura, die beim Streckenbau eingesetzt wurde

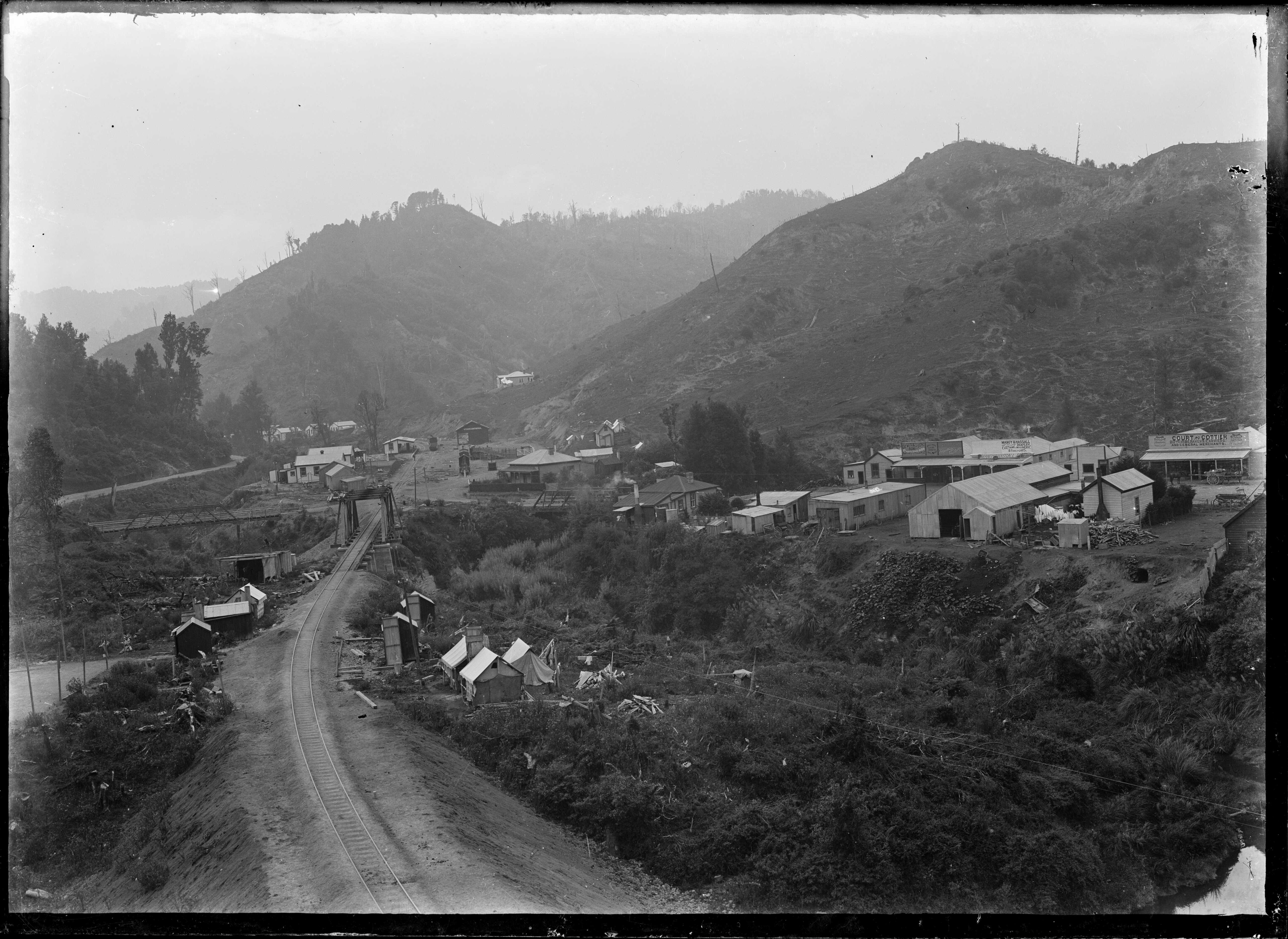
Die neue Strecke durch Whangamōmona, 1915 oder 1916

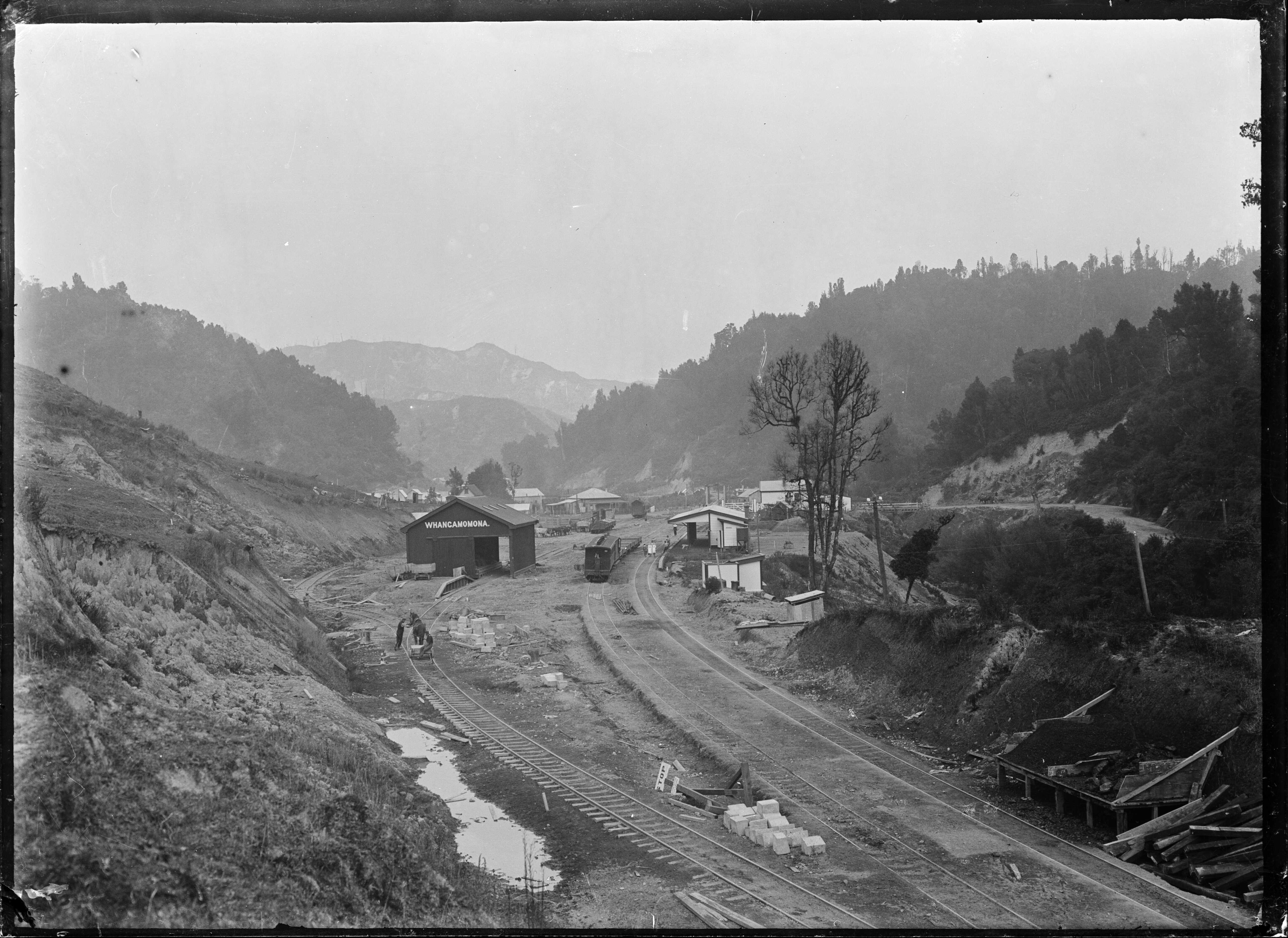
Bahnhof Whangamōmona, 1915 oder 1916

Am 28. März 1901 nahm Eisenbahnminister William Hall-Jones den ersten Spatenstich vor. Wie in Neuseeland damals üblich, errichtete das Staatsbauamt (Public Works Department) die Strecke und führte auf den schon befahrbaren Abschnitten ersten Eisenbahnverkehr durch. Erst nachdem das Projekt insgesamt fertiggestellt war, wurde die Strecke der Staatsbahn, New Zealand Railways Department (NZR), am 3. September 1933 übergeben. Der Bau der Strecke dauerte fast 32 Jahre.
Der westliche Teil, von Stratford aus, wurde ab dem 9. August 1902 als Zweigstrecke der Bahnstrecke Marton–New Plymouth unter der Bezeichnung Toko Branch betrieben. 
Der Abschnitt von Okahukura nach Matiere wurde am 23. Mai 1922 eröffnet, obwohl die Brücken westlich von Tuhua nur provisorisch erstellt waren. Die Eröffnung nahm der Minister für öffentliche Arbeiten, Joseph Gordon Coates, vor. Nun bestand noch eine Lücke von 50 km zwischen Tahora und Matiere.
Die Strecke Stratford–Okahukura war vor dem Ausbruch der Weltwirtschaftskrise fast fertig gestellt, so dass die Arbeiten im Gegensatz zu vielen anderen öffentlichen Bauprojekten nicht eingestellt wurden. Der Durchstich des letzten Tunnels erfolgte am 2. August 1932 und am 7. November 1932 wurde der letzte Schwellennagel in Heao von Premierminister George William Forbes eingeschlagen, und der Minister für öffentliche Arbeiten, Joseph Gordon Coates, führte den Eröffnungszug. Der Güterverkehr begann am 12. Dezember 1932.

### Ausstattung

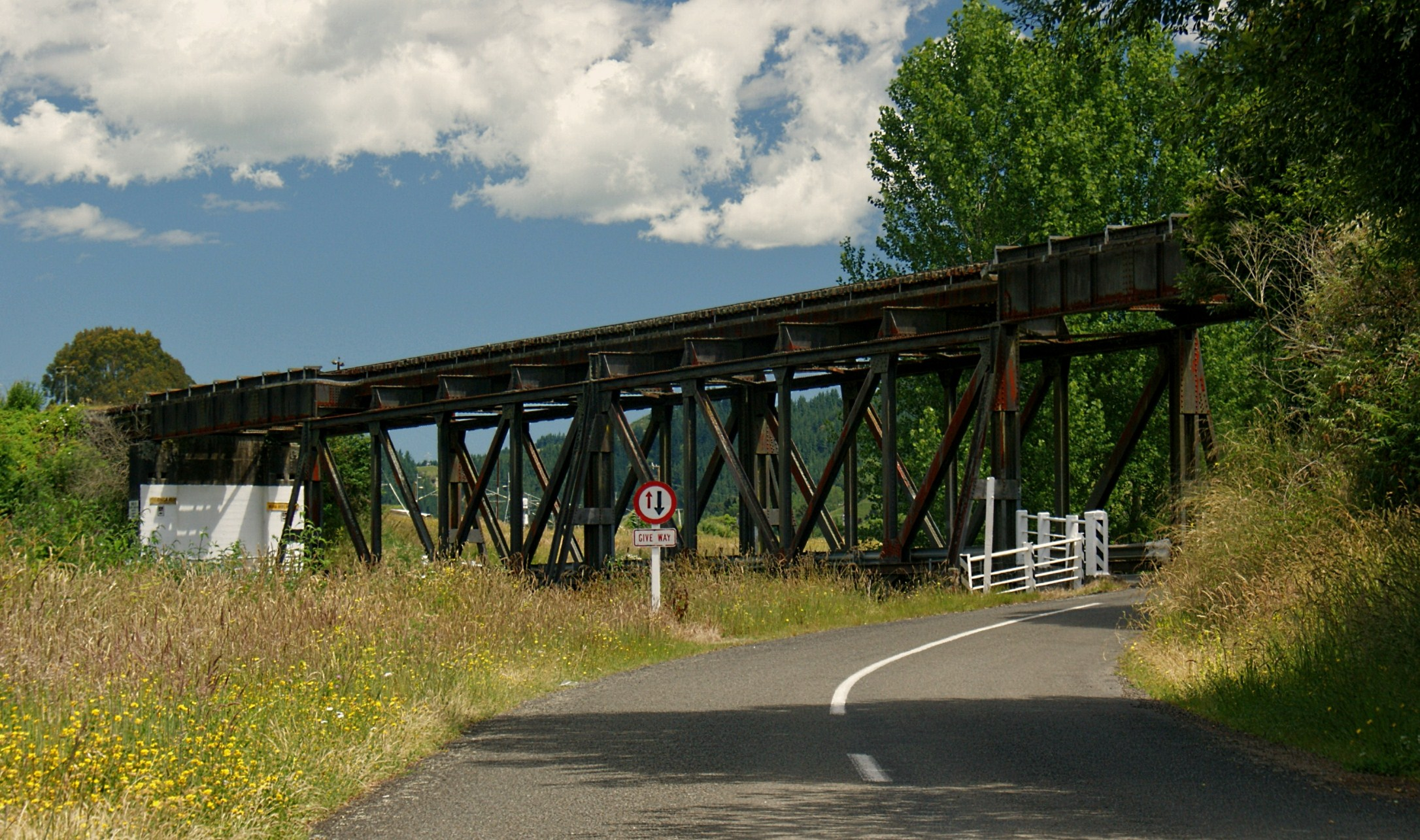
Doppelstöckige Straßen/Eisenbahn-Brücke über den Ongarue

Die Strecke war zunächst nicht mit Signalen ausgestattet. Nach der Frontalkollision zweier Züge am 21. Dezember 1934 wurde die Strecke bis 1939 mit Signalen ausgerüstet.
Kreuzungsmöglichkeiten bestanden in Te Wera, Whangamōmona, Tangarakau und Ohura. Die Ausweichgleise waren verhältnismäßig kurz, so dass lange Züge geteilt werden mussten. Die Bahnhöfe Te Wera, Whangamōmona und Ohura waren mit Personal besetzt, der Bahnhof Whangamōmona verfügte von 1933 bis 1965 über Erfrischungsräume.
Am Ostende der Strecke gibt es eine ungewöhnliche kombinierte doppelstöckige Straßen/Eisenbahn-Brücke über den Ongarue, wobei die einspurige Straßenfahrbahn unter der Bahnstrecke verläuft.

### Ausbau
In den Jahren 1959 und 1960 wurde die Strecke modernisiert. Ein Teil der Strecke wurde mit Schienen mit einem Metergewicht von 31 kg/m (75 lbs/yd) ausgestattet, die später zu einem durchgehend geschweißten Gleis verbunden wurden. In diesem Zusammenhang wurde auch der Bahnhof in Stratford ausgebaut.

### Ende
Der mangelnde Streckenunterhalt in den letzten Jahren des Betriebs führte an zahlreichen Stellen zu erheblichen Geschwindigkeitsbeschränkungen. Im Juli 2002 kam es aufgrund des mangelnden Streckenunterhalts bei Te Wera zu einem Eisenbahnunfall mit Toten, und auch eine Reihe anderer Vorfälle störten den Betrieb. Im November 2009 kam es zur Entgleisung eines Güterwagens, der von seinem Zug noch viele Kilometer mitgeschleift wurde und dabei den Oberbau auf einer Länge von 9,5 km beschädigte. Daraufhin beschloss KiwiRail, auf der Gesamtstrecke den Verkehr einzustellen, um die Reparaturkosten zu sparen. Die Strecke wurde jedoch nicht stillgelegt. Wie oft in solchen Fällen, setzte die Politik ihre Hoffnung auf private Investoren, die aber ausblieben.

## Betrieb

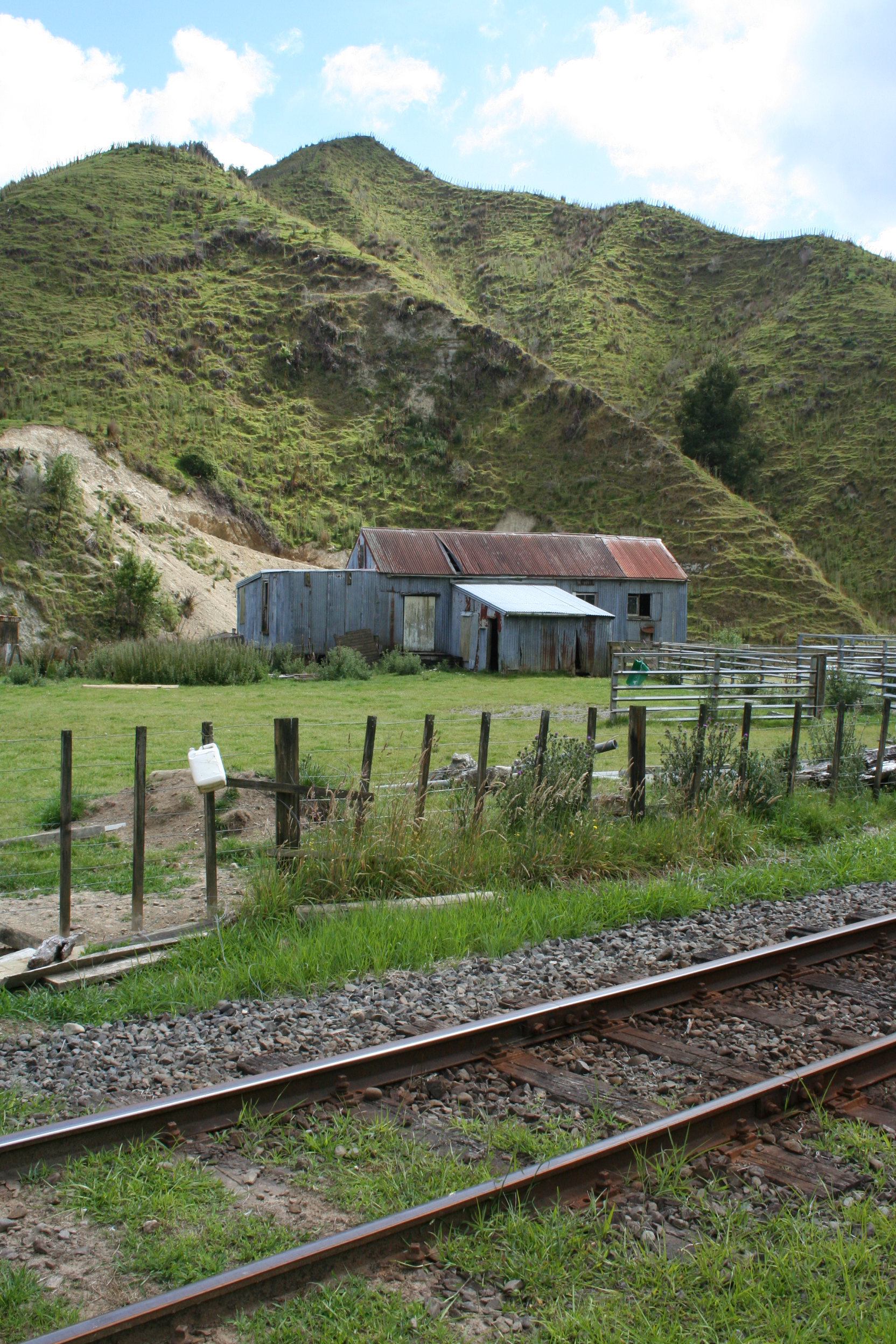
An der Strecke

### Personenverkehr
Mit Aufnahme des durchgehenden Verkehrs wurde 1933 der New Plymouth Night Express eingeführt, der zwischen Auckland und New Plymouth verkehrte, und die Strecke über ihre gesamte Länge nutzte. Er verkehrte dreimal wöchentlich, mit zusätzlichen Zügen zu Spitzenzeiten. Die Fahrt dauerte weniger als 12 Stunden. Der Zug führte Wagen die 1. und 2. Klasse und einen Schlafwagen. Zwischen Stratford und Taumarunui verkehrten weitere Personenzüge. 
Die zunehmende Konkurrenz des Straßen- und Luftverkehrs führte nach dem Zweiten Weltkrieg zu einem Rückgang der Passagierzahlen. Der New Plymouth Night Express verkehrte noch bis 1971. Bis 1978 bestand eine Tagesverbindung mit Triebwagen der Baureihe RM mit 88 Sitzplätzen zwischen New Plymouth, Stratford und Taumarunui. Die Triebwagen wurden anschließend durch einen mit einer Diesellokomotive bespannten Zug ersetzt. Er verkehrte am 21. Januar 1983 zum letzten Mal und war der letzte planmäßige Personenzug, der die Strecke befuhr. Im Januar 2007 wurde die Strecke für alle Personenzüge gesperrt, so dass auch Sonderzüge nicht mehr möglich waren. Bemühungen, Sonderfahrten wieder zu ermöglichen, scheiterten an den hohen Kosten, um die Strecke entsprechend in Stand zu setzen.

### Güterverkehr
Der Güterverkehr auf der Strecke hatte überwiegend lokale Bedeutung, indem er die Anlieger der Strecke mit den Seehäfen verband. Das lokale Verkehrsaufkommen war wegen der niedrigen Bevölkerungszahl in dem Gebiet, durch das die Strecke führt, aber gering. Weitere Güterverkehrskunden waren einige Kohlegruben in der Nähe von Ohura und Tangarakau sowie Sägewerke. Ein Güterzugpaar verkehrte wochentags jede Nacht auf der Strecke zwischen New Plymouth und Auckland.
Seit der Betriebseinstellung 2002 wird der Schienengüterverkehr zwischen Auckland und New Plymouth mit einem großen Umweg über Palmerston North geleitet. 

### Zwischenfälle
Am 21. Dezember 1934 sollte der Zug Nr. 521 in Pohokura mit dem Zug Nr. 556 kreuzen. Die Strecke war zu diesem Zeitpunkt noch nicht mit Signalen ausgestattet. Das Lokpersonal des Zugs Nr. 521 nahm einen Abfahrauftrag des Zugführers wahr, den dieser aber gar nicht gegeben hatte. Vor dem Nordportal des Tunnels Nr. 3 kollidierten die Züge.

## Nachfolgenutzung
Der Abenteuertourismusanbieter Forgotten World Adventures einigte sich 2012 mit KiwiRail darauf, die Strecke auf 30 Jahre zu mieten. Der Vertrag überträgt dem Unternehmen die Verantwortung für die Instandhaltung der Strecke und die Zugangskontrolle, erlaubt es KiwiRail jedoch, die Strecke in Notfällen zu nutzen und die Kontrolle über die Strecke je nach künftigen Umständen und Möglichkeiten wieder zu übernehmen. Forgotten World Adventures bietet Fahrten mit Motordraisinen zwischen Stratford und Okahukura für Touristen an. Nachdem die Eisenbahnbrücke über den State Highway 4 bei Okahukura entfernt wurde, kann die östliche Einfahrt in die Strecke aber nicht mehr genutzt werden.
Im Juli 2019 erklärte KiwiRail, dass die Wiedereröffnung der Strecke für den öffentlichen Verkehr angestrebt werde. Die dafür erforderliche Ertüchtigung der Strecke wurde mit 40 Mio. NZ$ veranschlagt. Dazu lief 2019 eine Überprüfung, um die Rentabilität der Wiedereröffnung zu bewerten.